# سيدي بكاي ماغاسي
سيدي بكاي ماغاسي (Sidi Békaye Magassa)، حكم كرة قدم مالي دولي. و قد حكم في كأس الخليج 1996، وقد أدار مباراة منتخب قطر لكرة القدم ومنتخب الإمارات لكرة القدم في 16 أكتوبر 1996، وقد أدار مباراة منتخب السعودية لكرة القدم ومنتخب البحرين لكرة القدم في 21 أكتوبر 1996، وقد أدار مباراة منتخب قطر لكرة القدم ومنتخب البحرين لكرة القدم في 25 أكتوبر 1996.